# 和布克河

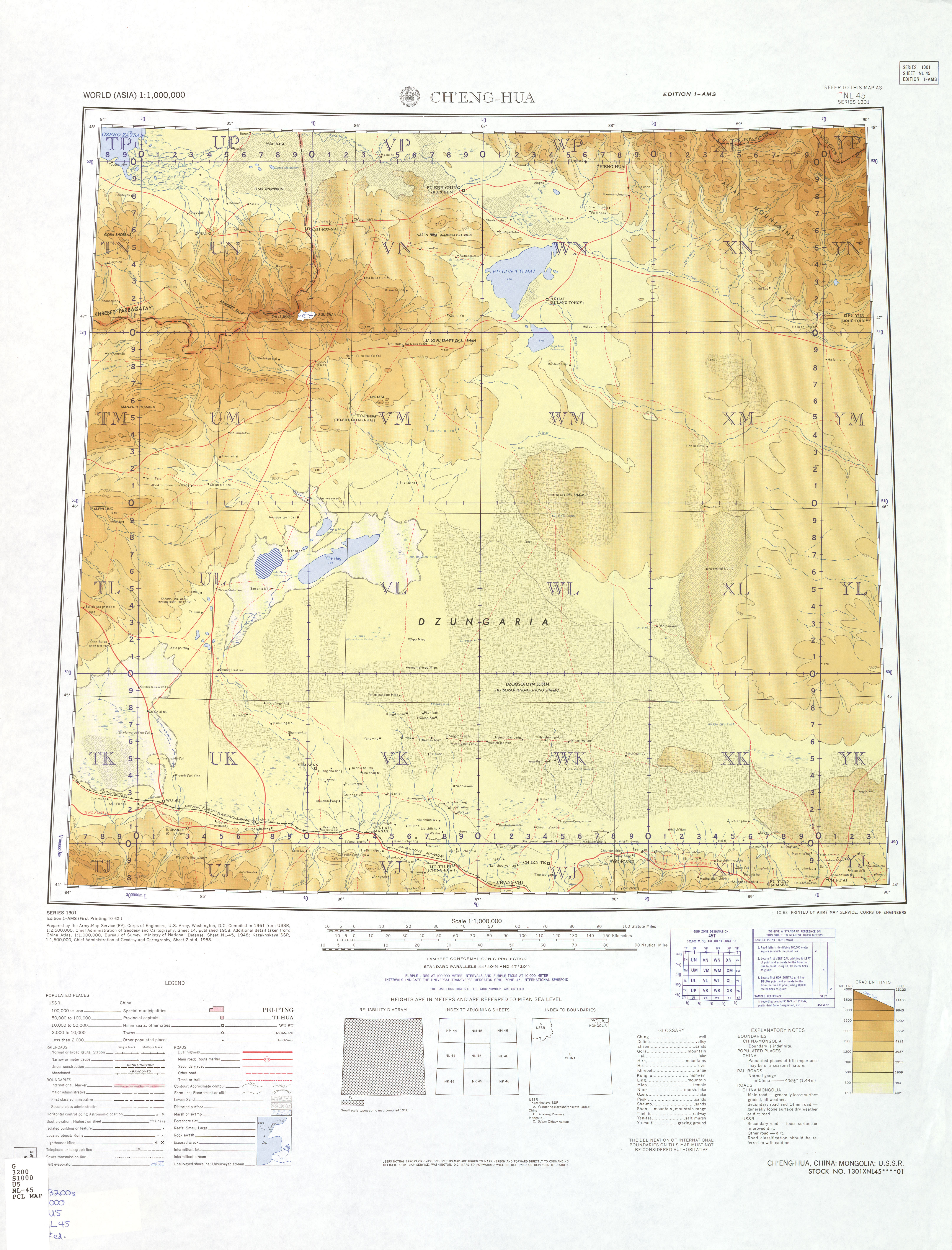
新疆西北部地区地形图，和布克河（Kobuk）位于图中UM和VM图幅中

和布克河，位于中华人民共和国新疆维吾尔自治区塔城地区和布克赛尔蒙古自治县的一条河流，由发源于齐吾尔喀叶尔山东坡的三条源流出山口后汇集而成，干流自西向东流，经铁布肯乌散乡巴音温都尔村、科克莫墩村、查干阿德尔格村、和什托洛盖镇伊森托洛盖村、莫特格乡套瓦契村等地后注入加音塔拉水库，水库以下建有渠首，部分水量经和夏大渠引向夏孜盖灌区，余水出库后向南流，过和什托洛盖镇后转向东南，经夏孜盖乡、新疆生产建设兵团第十师一八四团团场和查和特乡等地后，散失于准噶尔盆地古尔班通古特沙漠，历史上曾注入玛纳斯湖。河流全长106千米，流域面积4378平方千米，年均径流量0.4亿立方米。2019年和布克赛尔县人民政府公布的和布克河河道岸线划定长度及范围，起自铁布肯乌散乡，下止达巴松诺尔，划定边界线左岸长233.72千米，岸右岸长229.27千米，划界面积为48.98平方千米。